# Juraj Lajtman
Juraj Lajtman (mađarski Lajtmann György) (Prelog, 15. travnja 1883. – Kotoriba, 1964.) hrvatski je rimokatolički svećenik i pisac, vođa međimurskih intelektualaca i narodni borac hrvatskog naroda.
Velik dio svog života je proveo u rodnom mjestu kao odvjetnik. U Zagrebu je završio bogosloviju, pravne znanosti i gimnaziju. Prvo mjesto Lajtmanovog djelovanja je bio Daruvar u Slavoniji, a onda u Kotoribi u Međimurju. U to vrijeme mađaron Josip Margitaj propagirao je mađarizaciju: izmislio je megyimurszki jezik, koji je odjeljna jezična porodica i fuzionira na mađarskom jeziku. Zapravo su na taj način nastojali prikriti i legalizirati mađarizaciju u Međimurju.
Lajtman se opirao mađarizaciji i u Kotoribi utemeljio hrvatski pjevački zbor, te razvio široku kulturnu aktivnost među međimurskim Hrvatima. Po Lajtmanovoj ideji osnivaju se i drugi pjevački zborovi u Međimurju. Lajtman je i pisao na međimurskom narječju, baš zbog toga, da bi sačuvao tradiciju kajkavskog narječja i razumljivo propovijedao ljudima Međimurja. Lajtman je upotrebljavao Gajicu, dok Margitaj je silio mađarsku abecedu.
Lajtman, slovenski Ivan Kuhar i Ignac Lipnjak su napisali molitvenik Jezuš, ljubav moja (1912. Zagreb). Lajtman je htio napisati međimursku školsku bibliju, ali rukopis nikad nije bio tiskan.
Margitaj ga je stalno napadao, što ga je više blatio, da hoće ocijepiti Međimurje od mađarske domovine, iako Međimurje u svom srcu je mađarsko. Po prvom svjetskom ratu šovinistična mađaronska propangada je pisala o Lajtmanu, da je navodno separatist i poguban Mađara.
Umro je u Kotoribi 1964. godine.

## Vanjske poveznice
- Turistička zajednica Grada Preloga – Priločki portreti